# Гроссгартахская культура
Гроссгартахская культура, нем. Großgartacher Kultur — археологическая культура эпохи среднего неолита первой половины 5 тыс. до н. э. в составе более крупного рёссенского комплекса культур. Имя этой культуре дал Альфред Шлиц (1849—1915) по памятнику, раскопанному в Гроссгартахе — ныне часть общины Лайнгартен в округе Хайльбронн. Культура была распространена на юго-западе Германии и в Эльзасе.

## История исследований
Альфред Шлиц предложил термин «гроссгартахская культура» по материалам своих раскопок 1900 г. близ г. Хайльбронн. Значительный вклад в изучение культуры внёс Г. Коссинна.
На основании анализа стиля найденной керамики он предположил существование средненеолитического культурного комплекса Хинкельштайн-Гроссгартах-Рёссен. Катарина Маузер-Голлер (Katharina Mauser-Goller, 1969) и В. Майер-Арендт (W. Meier-Arendt, 1975) отметили значительное стилистическое сходство между группами Гроссгартах и Хинкельштайн, которые существовали почти одновременно с линейно-ленточной керамикой.
В 1970-е гг. при раскопках между Кёльном и Аахеном были обнаружены крупные поселения, что позволило существенно расширить представления о поселениях и способе хозяйства этой культуры (Lüning 1982, Dohm 1983). Точное хронологическое членение культуры предложила в 1980 г. Марион Лихардус-Иттен по материалам погребальных полей Лингольсхайм и Эрштайн в Эльзасе.

## Хронология
За линейно-ленточной керамикой начального неолита в первой половине 5 тыс. до н. э. следует средненеолитический комплекс Хинкельштайн (de:Hinkelstein-Gruppe) (около 5000 — 4900 гг. до н. э.), затем гроссгартахская культура около 4900 — 4700 гг. до н. э. и, наконец, рёссенская культура (примерно до 4600/4550 гг. до н. э.(Eisenhauer 2003)).

## Распространение
Гроссгартахская культура была распространена на большой территории — не только на юго-западе Германии, но также в Руре и Рейнской области, в Нижней и Средней Франконии и в Нёрдлигенском Рисе, от Эльзаса до окрестностей Эрфурта.

## Керамика
Типичный для Гроссгартаха орнамент - двойная насечка, расположенная в виде лент и гирлянд. Этот орнамент оттискивался на влажной глине костяными орудиями (например, кабаньими зубами). Благодаря нанесению белой массы из смеси глины и извести в декоративные углубления они сильно выделяются на в целом тёмной поверхности сосудов, окрашенной так с помощью добавок толчёного угля. Все сосуды имеют более-менее шаровидное дно, заметный изгиб в средней части сосуда и слегка выступающую наружу верхнюю кромку. Сосуды с шаровидным дном устанавливались в опорные кольца-штативы. Сосуды с широкой средней частью снабжены четырьмя ушками. Характерной особенностью гроссгартахского стиля является дугообразная гирлянда в форме еловых ветвей с декоративной дугой под пузом сосуда. Ещё одна характерная форма - конические бокалы с высокой ножкой.

## Дома и поселения
Крупные дома в среднем неолите длиной до 65 м продолжают традицию длинных домов линейно-ленточной керамики. Однако эти дома, по сравнению с прежними, уже не чётко прямоугольные и вытянутые, а имеют слегка изогнутые продольные и боковые стены разной длины. Каркас конструкции — в форме лодки. Скаты крыши из лёгких материалов (например, соломы), предположительно, располагались под наклоном от 40 до 50 градусов. Для поддержания такого угла крыша склоняется у сужения каркаса. В самом узком месте, со входом на северо-западе, как предполагается, располагалась вальмовая крыша, а на юго-восточной стороне — щипец.
Внутреннее помещение состоит из четырёх отсеков, разделённых при помощи трёх шестов. Стены состоят из плетёной лозы, обмазанной глиной в промежутках между опорными шестами, следы которых и сейчас хорошо видны в почве.
Во время гроссгартахской культуры существовали поселения с коммунальной организацией: в Бад-Фридрихсхалль-Кохендорфе в округе Хайльбронн, к примеру, лодковидные дома явно ориентированы в сторону окружающего их палисада; Валы и палисады гроссгартахской культуры неизвестны.

## Погребальные поля
В некрополях гроссгартахской культуры покойные располагались в вытянутом положении на спине, головой в сторону северо-запада, а ногами - на юго-восток. В 1988/89 археологи раскопали в Требуре, округ Гросс-Герау погребальное поле, где было представлено 127 захоронений хинкельштайнской и гроссгартахской культур. Интересным исключением были два хинкельштайнских погребения с трупосожжением, поскольку до того было известно только трупоположение. Отличие между захоронениями этих двух хронологически близких культур оказалось больше, чем предполагалось. Захоронения располагались правильными рядами. Ориентация трупов с северо-запада на юго-восток, в вытянутом положении на спине была характерной для обеих культур. Половина усопших гроссгартахской культуры лежала, как и в хинкельштейнской культуре, головой на юго-восток, а вторая половина - в противоположном направлении. Смена стилей между культурами произошла не в момент перехода от одной культуры к другой около 4700 г. до н. э., а через определённый промежуток, начиная примерно с 4600 г. до н. э. В рамках одной и той же культуры различные инновации внедрялись с разной скоростью. Стилистическое сходство не всегда указывало на синхронность.
Наряду с сосудами и инструментами были обнаружены многочисленные украшения из известняковых бусинок, просверленных зубов кабана и клыков хищников, раковин и ископаемых улиток. Иногда в могилу к усопшим укладывалось мясо как пища для загробного путешествия. Гроссгартахские захоронения более бедные и менее аккуратные, чем хинкельштайнские.